# Calatayud
Calatayud (latinsky  Augusta Bilbilis) je městem v autonomním společenství Aragonie a jeho provincie Zaragoza. Je centrem comarky Comunidad de Calatayud. Leží na řece Jalón, je druhým největším městem provincie a čtvrtým největším v Aragonii. Jeho historické centrum je ve Španělsku chráněno jako Bien de Interés Cultural.

## Významné památky
- historické hradby z muslimského období
- Kolegiátní kostel Panny Marie Větší (Colegiata Santa María la Mayor) - je jeden z kostelů zapsaný do světového dědictví UNESCO ve skupině Mudéjarská architektura v Aragonii
- Královský kolegiátní kostel Božího hrobu (Real Colegiata del Santo Sepulcro) - hlavní kostel Řádu Božího hrobu ve Španělsku, papežská bazilika minor
- Kostel sv. Petra Franků
- Poutní Místo Panny Marie de la Peña

## Významné osobnosti
- Marcus Valerius Martialis
- Dominik à Jesu Maria
- José de Nebra
- Fernando Sebastián Aguilar